# 谷 (福岡市)
谷（）は、福岡県福岡市中央区の地名。現行の行政地名は　谷一丁目及び二丁目（住居表示実施済）。面積は248,720平方メートル (24.87 ha)。2023年3月末現在の人口は2,984人。郵便番号は810-0031。

## 地理

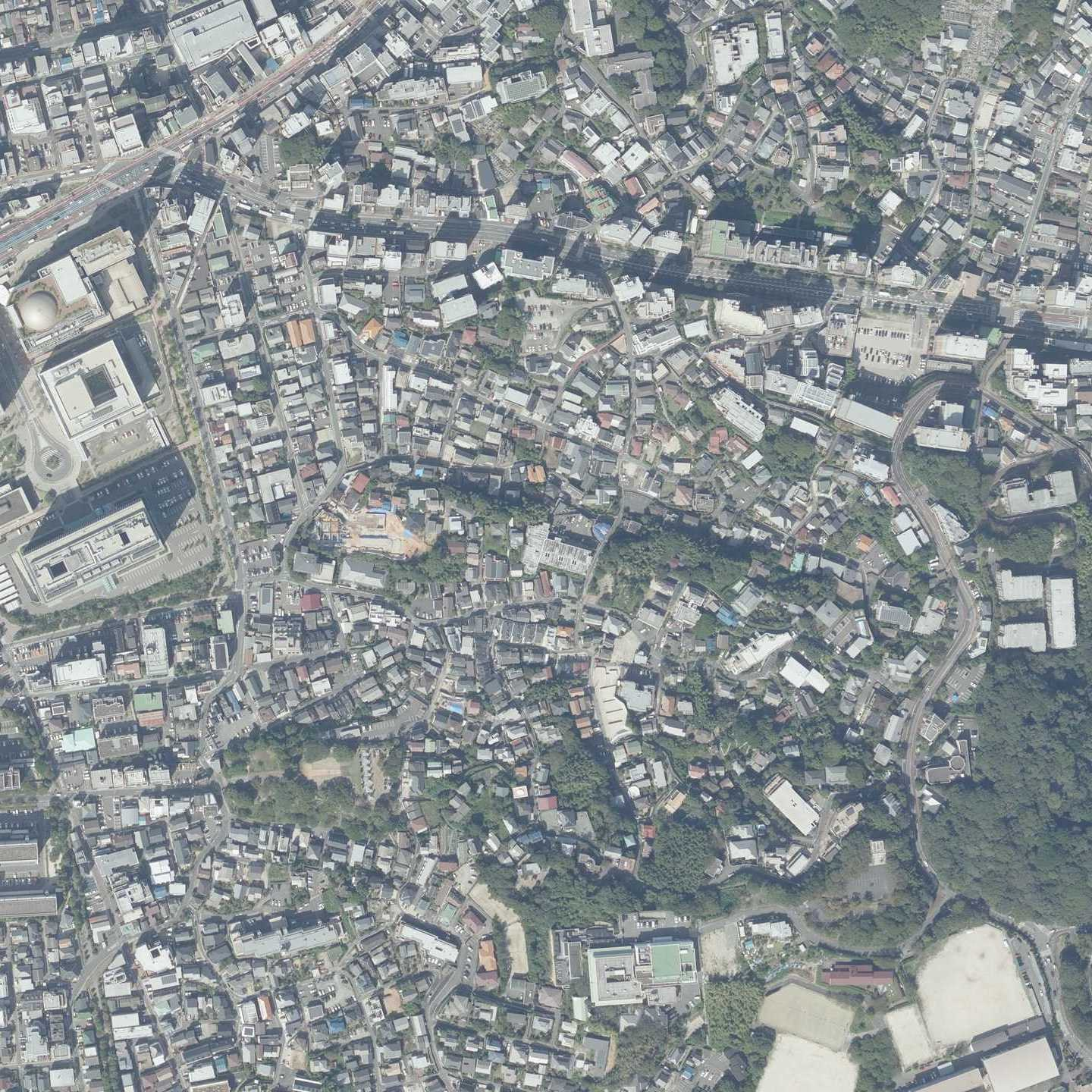
土地利用の状況

福岡市の「都心部」の中心とされる中央区天神等の南西約2.4キロメートル、同区の西側に位置する。北で六本松（）と、東で桜坂（）と、南で輝国（）と、西で六本松と隣接している。主に住宅地となっている。

### 都市計画
都市計画に関しては、「福岡市都市計画マスタープラン」において定められた方針については次のとおりである。谷は、福岡市地下鉄七隈線の六本松駅（）及び別府駅（）を中心として交通結節点の機能などが充実する「地域拠点」の外延部に位置している。幹線道路である城南線の沿道は、商業、業務、サービス施設や中高層住宅などが連続した「沿道軸」に位置付けられている。土地利用については、戸建住宅などの低層住宅が大部分を占めるが、一部中高層住宅などが立地する「低中層住宅ゾーン」に位置付けられ、周辺地区と同様に、低層住宅と中層住宅の調和などがまちづくりの視点とされている。谷は、太平洋戦争の後に進められた戦災復興都市計画による土地区画整理事業の施工地区から外れ、古くから市街地が形成されている地区であり、幅員4メートル未満の狭隘道路が多く、また建築後30年以上の木造住宅も多いため、災害時の安全性などが課題となっている。用途地域については次のとおりである。城南線の道路境界線から概ね30メートルの範囲は近隣商業地域に、城南線の道路境界線から概ね100メートルの範囲及び谷一丁目のうち西側の六本松四丁目に隣接する地域は第一種住居地域に、福岡市道桜坂小笹線の道路境界線から概ね30メートルの範囲は第二種中高層住居専用地域に、これら以外の地域は第一種中高層住居専用地域に指定されている。
風致地区については、谷一丁目及び二丁目の各一部（西側）が次の地区に含まれており、建築物の建築、宅地の造成、木竹の伐採その他の行為について、都市の風致を維持するための規制がかけられている。
- 「南公園地区」[注釈 2]

## 語源
地名は、当地域が樋井川（）の下流右岸の丘陵地及び湿地帯に位置し、かつて険しい峰と谷が続いていたことに由来する。

## 歴史

### 町域の変遷
現在の谷一丁目及び二丁目の地名は1967年（昭和42年）からの地名であり、もとは浪人谷及び馬屋谷並びに茶園谷、天狗松、谷、赤坂山、六本松及び田島の各一部であった。

## 人口
谷一丁目及び二丁目について人口の推移を福岡市の住民基本台帳（公称町別）に基づき示す（単位：人）。集計時点は各年9月末現在である。
- 2001年（平成13年）：2,869
- 2002年（平成14年）：2,829
- 2003年（平成15年）：2,843
- 2004年（平成16年）：2,809
- 2005年（平成17年）：2,790
- 2006年（平成18年）：2,772
- 2007年（平成19年）：2,779
- 2008年（平成20年）：2,773
- 2009年（平成21年）：2,716
- 2010年（平成22年）：2,720
- 2011年（平成23年）：2,808
- 2012年（平成24年）：2,827
- 2013年（平成25年）：2,832
- 2014年（平成26年）：2,855
- 2015年（平成27年）：2,830
- 2016年（平成28年）：2,812
- 2017年（平成29年）：2,804
- 2018年（平成30年）：2,815
- 2019年（令和元年）：2,787
- 2020年（令和2年）：2,865
- 2021年（令和3年）：2,895
- 2022年（令和4年）：3,017

## 交通

### 道路
主な幹線道路は次の通り。

#### 都市高速道路
都市高速道路としては、町外ではあるが、北方に福岡高速環状線が通っており、最寄りの出入口は次の通り。
- 天神北出入口（料金所・ランプ ・インターチェンジ、道程で約3.5キロメートル）
- 呉服町出入口（料金所・ランプ、道程で約4.6キロメートル）
- 西公園出入口（料金所・ランプ、道程で約4.3キロメートル）

#### 市道
市道としては次の通り。括弧内は福岡市道路愛称等。
- 博多駅草ヶ江線（城南線）
- 桜坂小笹線

市道の写真
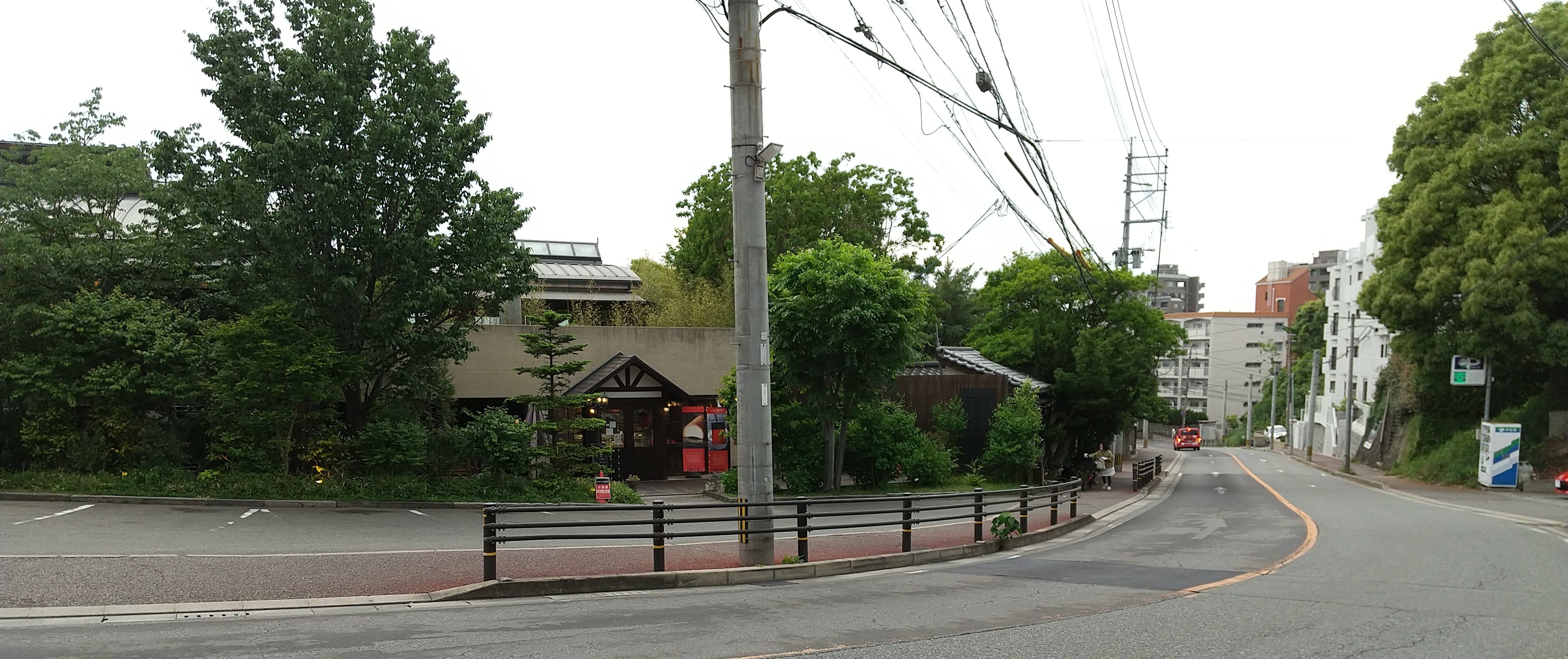
桜坂小笹線（左：谷一丁目、右：桜坂三丁目）

### 鉄道
鉄道については、町域の北側に接して走る城南線の地下に福岡市交通局が運営する福岡市地下鉄七隈線が通っており、鉄道駅は町外であるが、最寄りの駅は次の通り。
- 六本松駅（距離は道程で約0.3から1.0キロメートル）
- 桜坂駅（同約0.3から1.0キロメートル）

### バス
バスについては、西日本鉄道株式会社が運営する西鉄バスが近くに走る幹線道路で運行しており、次の停留所がある。
- 浄水通り沿い：六本松三丁目
- 桜坂小笹線沿い：馬屋谷

## 施設

### 公共公益施設
- 谷公園[注釈 3]
- 谷緑地[注釈 4]

施設の写真
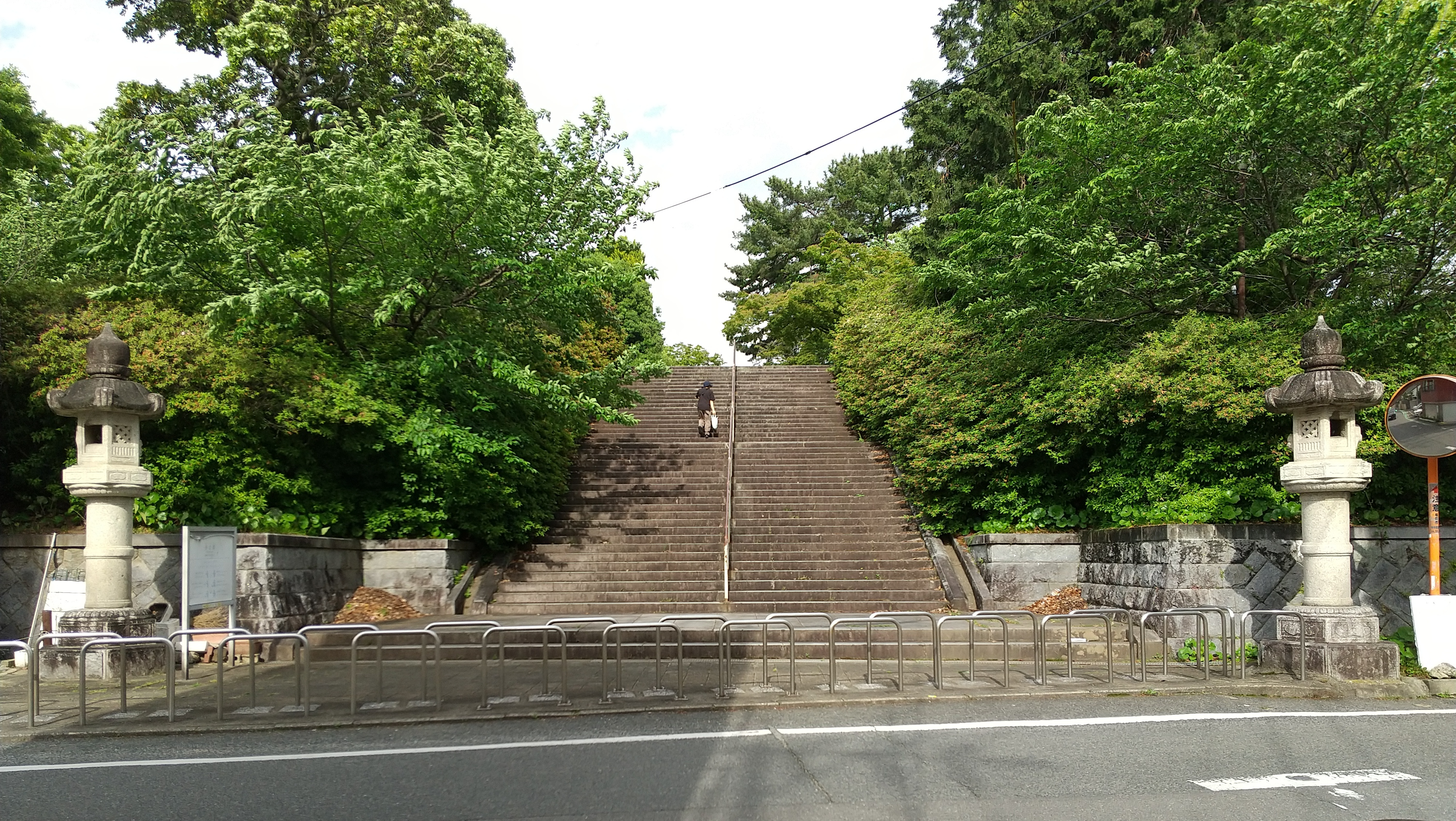
谷公園、入口と階段
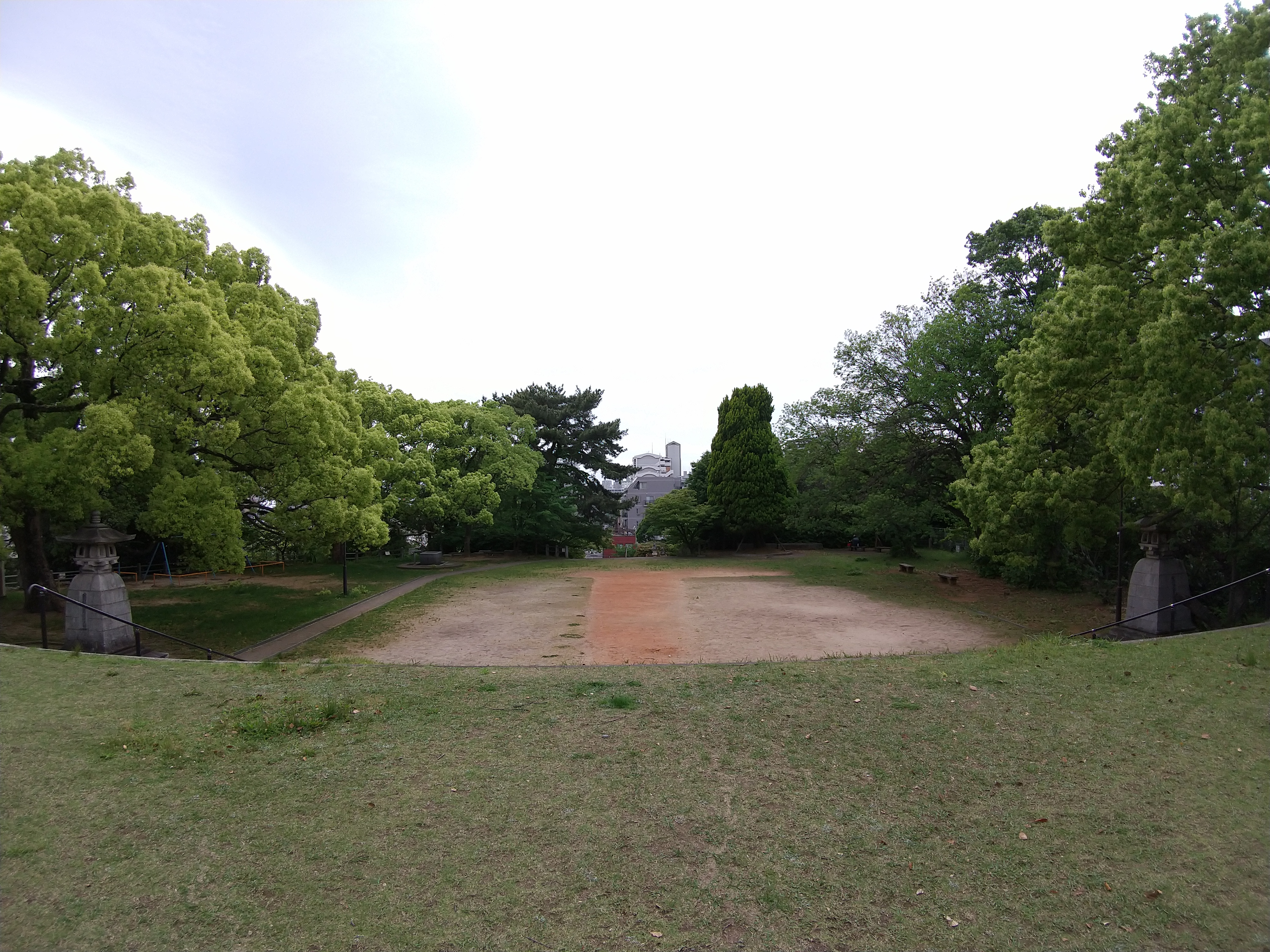
谷公園

### 教育施設
町内に公立の小・中学校は存在しないが、校区については次のとおり。
- 小学校：福岡市立草ヶ江小学校
- 中学校：福岡市立城西中学校

## 名所・旧跡
- 吉村家住宅主屋（）[注釈 5]
- 吉村家住宅旧納屋（）[注釈 6]
- 吉村家住宅便所・風呂棟（）[注釈 7]
- 吉村家住宅井戸屋形（）[注釈 8]
- 福岡陸軍墓地[注釈 10]

名所・旧跡の写真
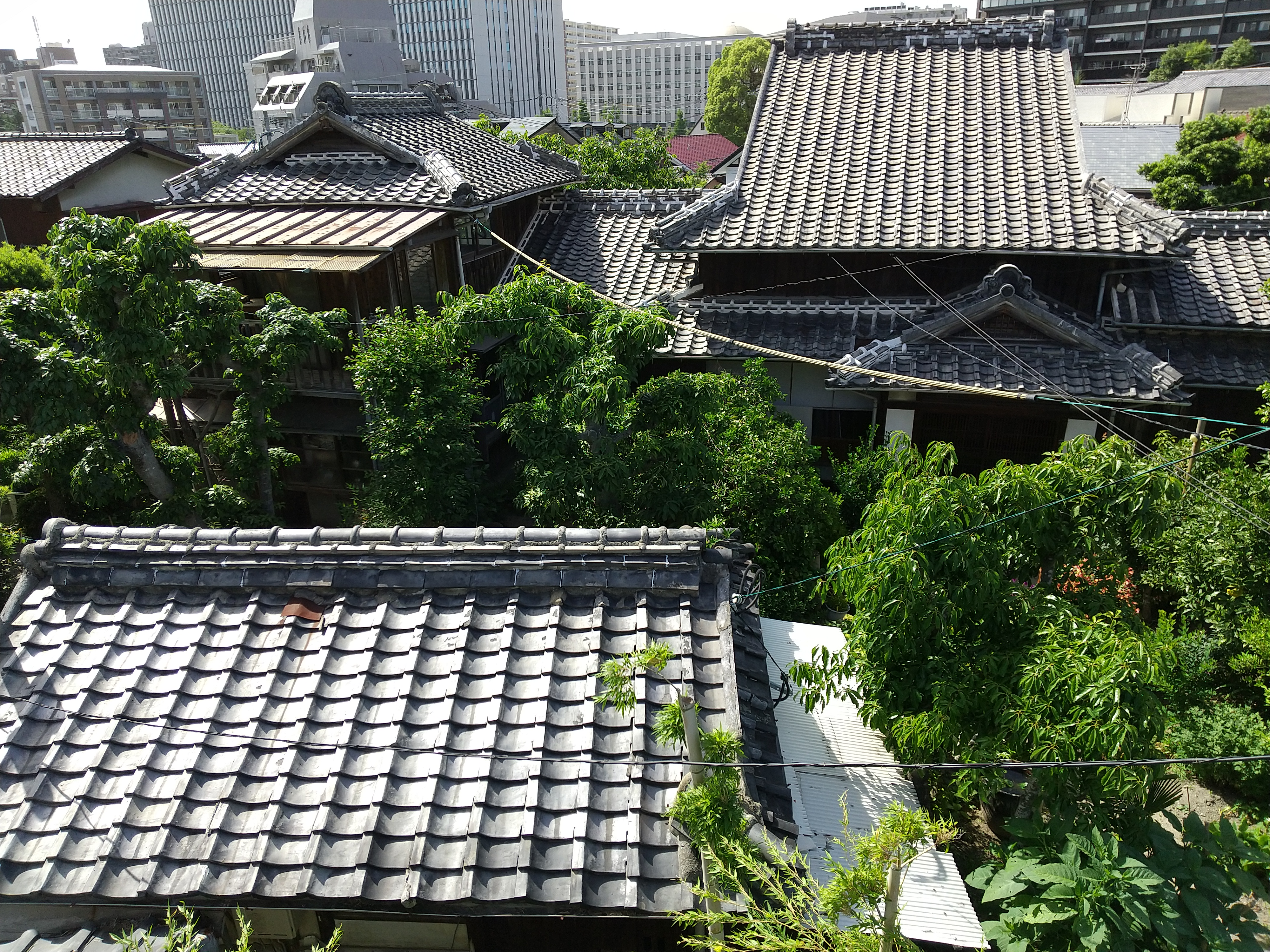
吉村家住宅
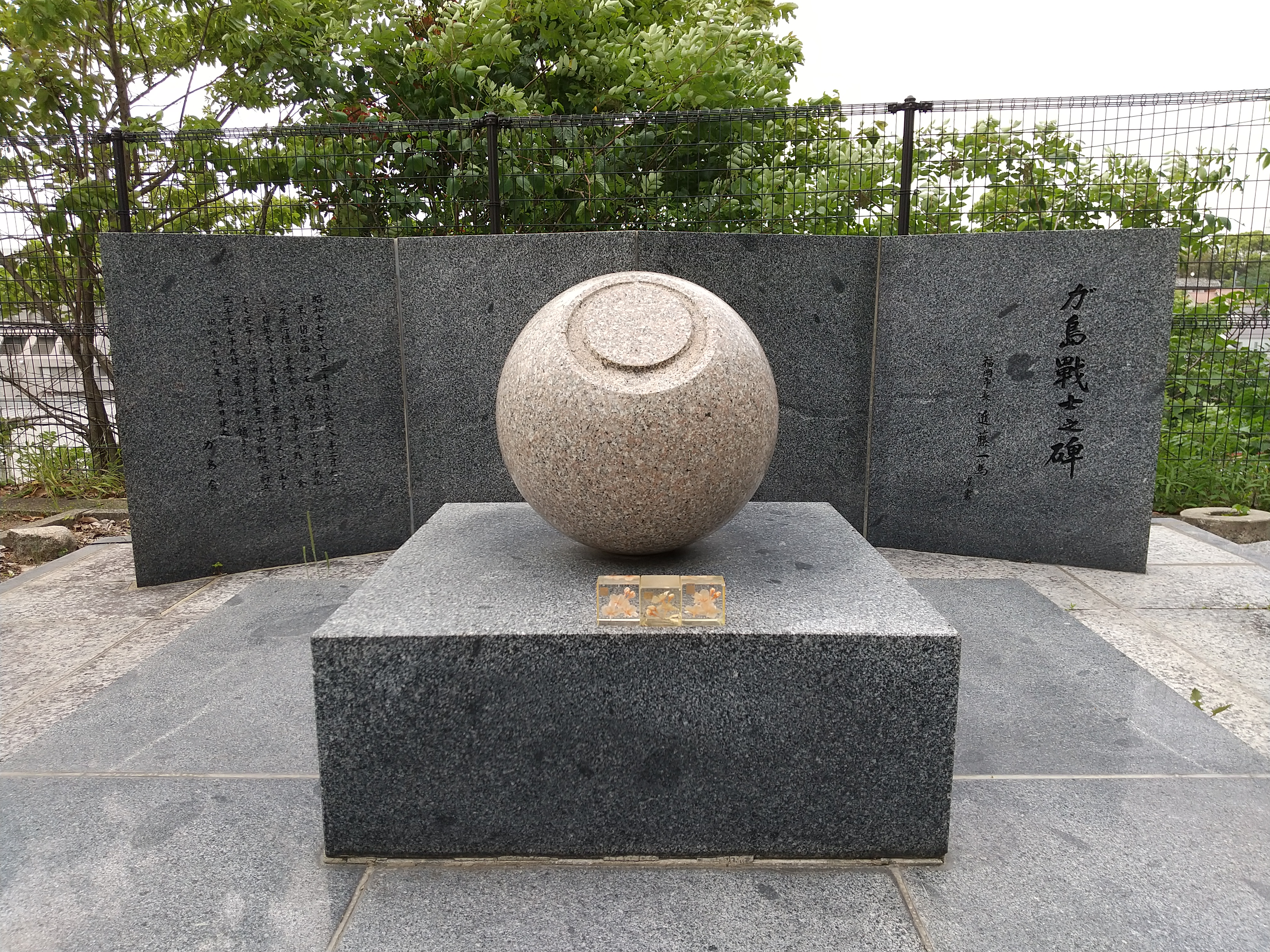
ガ島戦士之碑（福岡陸軍墓地）